# Pentagón Jr.
Pentagón Jr. (* 26. Februar 1985 in Mexiko-Stadt, Mexiko) ist ein mexikanischer Luchador beziehungsweise Wrestler. Zur Tradition des Lucha Libre gehört auch die Geheimhaltung des Geburtsnamens. Er tritt derzeit in der mexikanischen Liga Asistencia Asesoría y Administración (AAA) sowie in der US-amerikanischen Liga World Wrestling Entertainment (WWE) bei deren Brand RAW an unter seinem Ringnamen Penta. In verschiedenen Independent-Ligen ist er zudem als Penta El Zero Miedo bekannt. In der mexikanischen Liga Asistencia Asesoría y Administración (AAA) bildet er gemeinsam mit seinem Bruder Rey Fénix das Tag Team The Lucha Brothers.
Pentagón Jr. ist zweifacher Lucha Underground Champion und einfacher Impact World Champion sowie dreifacher AAA World Tag Team Champion und einfacher Impact Tag Team Champion sowie AEW World Tag Team Champion.

## Wrestling-Karriere

### Anfänge in Mexiko
Pentagón begann das Wrestling-Training gemeinsam mit seinem jüngeren Bruder Fénix in Mexiko im Jahr 2007. Zu diesem Zeitpunkt war deren Bruder Icaro bereits als Wrestler aktiv. Diesem gelang es jedoch nie, überregionale Bekanntheit zu erlangen. Schon deren Vater war als Wrestler unter dem Namen Fuego bekannt. Pentagón trat in seiner Anfangszeit in verschiedenen mexikanischen Independent Promotions unter dem Namen Zairus auf.

### Lucha Libre AAA Worldwide (seit 2010)
Landesweite Bekanntheit erlangte Pentagón in Mexiko mit seinen Auftritten für Lucha Libre AAA Worldwide. Ein erstes Dark Match bestritt er am 5. September 2010, weiterhin unter dem Namen Zairus. Bei seinem ersten im Fernsehen ausgestrahlten Auftritt nutzte er den Namen Dark Dragon. Hierbei schloss er sich mit seinem Debüt am 27. Januar 2011 dem Stable La Milicia an und verlor gemeinsam mit Tito Santana und Tigre Cota gegen seinen Bruder Fénix, El Gato und Atomic Boy. Im Dezember 2012 trat er erstmals als Pentagón Jr. auf. Seinen ersten AAA-Titel erhielt er am 19. April 2014, als er zusammen mit Sexy Star die AAA World Mixed Tag Team Championship gewinnen durfte. Den Titel hielten sie bis zum 19. Februar 2016. Im November 2014 wurde Pentagón Mitglied des Stables Los Perros del Mal. Gemeinsam mit Joe Lider, der ebenfalls Mitglied in diesem Stable war, erhielt er am 7. Dezember 2014 erstmals die AAA World Tag Team Championship von Angélico und Jack Evans (Los Güeros del Cielo). An diese verloren sie den Titel am 4. Oktober 2015 wieder. Am 3. Juli 2016 durfte Pentagón die AAA Latin American Championship von Psycho Clown gewinnen. Den Titel hielt er bis zum 28. August 2016, als er ihn an Johnny Mundo verlor.
Anfang 2017 verließ Pentagón Lucha Libre AAA Worldwide und trat erst am 2. August 2018 wieder für die Promotion auf. Mit seinem Bruder Fénix, mit dem er seit 2016 in verschiedenen Promotionen das Tag Team The Lucha Brothers bildet, erhielt er am 16. März 2019 von El Texano Jr. und Rey Escorpion (Los Mercenarios) zum zweiten Mal die AAA World Tag Team Championship, die sie am selben Tag noch wieder an Matt und Nick Jackson (The Young Bucks) verloren. Von diesen durften sie den Titel am 16. Juni 2019 erneut gewinnen.

### Lucha Underground (2014–2018)
Erstmals in den Vereinigten Staaten trat Pentagón in der Fernsehsendung Lucha Underground auf. Durch die internationale Ausstrahlung der Wrestling-Show erlangte er auch Bekanntheit in Asien und Europa. Sein Debüt-Match bestritt er am 13. September 2014 in einem Triple Threat Match gegen Fénix und Drago, welches Fénix gewinnen durfte. Ab dem 31. Januar 2016 nutzte Pentagón bei Lucha Underground den Namen Pentagón Dark. Am 25. Juni 2016 durfte er die vakante Lucha Underground Gift of the Gods Championship gegen Son Of Havoc gewinnen, die er am darauffolgenden Tag gegen ein Match um die Lucha Underground Championship einlöste. Dieses Match durfte er gegen Prince Puma gewinnen, wobei auch die Lucha-Underground-Karrieren der beiden auf dem Spiel standen. Die Lucha Underground Championship nahm Pentagón mit in die knapp zweijährige Pause der Fernsehsendung. Den Titel verlor er am 10. März 2018 an Marty Martinez. Ein zweites Mal durfte Pentagón den Titel von diesem am 18. März 2018 gewinnen, wobei er ihn noch am selben Tag wieder an Jake Strong verlor.

### Internationale Independent-Ligen (seit 2015)
Seit 2015 tritt Pentagón in verschiedenen Independent-Ligen in den Vereinigten Staaten und in Europa auf. Am 11. Juli 2015 trat er erstmals im Vereinigten Königreich auf. Am 28. August 2015 debütierte er für Pro Wrestling Guerrilla. Sein Combat-Zone-Wrestling-Debüt bestritt er am 1. April 2017. Für Westside Xtreme Wrestling trat er erstmals am 13. Mai 2017 in Deutschland auf. Am 11. Januar 2018 bestritt er sein erstes Match für Major League Wrestling. Seit 2017 tritt er in verschiedenen Independent-Ligen alternativ als Penta El Zero M auf.

### Impact Wrestling (2018–2019)
Am 6. April 2018 bestritt Pentagón sein Debüt für Impact Wrestling. Hier trat er als Pentagón Jr. auf. Am 22. April 2018 bei Redemption durfte er die Impact World Championship von Austin Aries gewinnen. An diesem Match war auch sein Bruder Fénix beteiligt. Bei Impact Wrestling verlor er den Titel am 24. April 2018 wieder an Austin Aries. Gemeinsam mit Fénix erhielt er am 12. Januar 2019 die Impact Tag Team Championship mit einem Sieg über Santana und Ortiz (Latin American Exchange). An diese verloren sie den Titel wieder am 28. April 2019 bei Rebellion. Im Mai 2019 verließ Pentagón Impact Wrestling wieder.

### All Elite Wrestling (2019–2024)
Während einer Indy-Show in Georgia betraten die Young Bucks den Ring und boten den Lucha Brothers einen Vertrag bei All Elite Wrestling (AEW) an. Der Deal endete mit einem Handschlag. Kurz darauf wurden die Vertragsdetails bekannt: sowohl Pentagon Jr. als auch Rey Fénix erhielten, auf Grund der damals noch bestehenden Vertragsverpflichtungen mit Lucha Underground einen Non-Exclusive-Deal.
Ihr erster Auftritt für die neu gegründete Promotion erfolgte am 7. Februar 2019, als die AEW im MGM Grand Pool Splash, Las Vegas, den Ticketverkauf für ihren ersten Pay-Per-Perview Double or Nothing ankündigte. Dort bestritten die beiden einen Brawl mit den Young Bucks. Beim Pay-Per-View selbst bestritt Pentagón am 25. Mai 2019 sein AEW-Debüt mit einer Niederlage in einem Match um die AAA World Tag Team Championship mit seinem Bruder Rey Fenix gegen The Young Bucks. Das Match gilt als eines der besten in der Geschichte der AEW.
Bei Dynamite am 30. Oktober 2019 verloren Pentagón und Rey Fenix im ersten Match um die neu eingeführte AEW World Tag Team Championship gegen Frankie Kazarian und Scorpio Sky (SoCal Uncensored). In der Dynamite-Ausgabe von 4. März 2020 formte sich das Stable Death Triangle mit Pentagón, Rey Fenix und PAC. Am 5. September 2021 gewann er mit Fenix bei All Out die AEW World Tag Team Championship. Erneut trafen sie in auf die Young Bucks. Das Match fand in einem Stahlkäfig statt und gilt ebenfalls als eines der besten Matches der AEW-Geschichte.
161 Tage später verloren sie den Titel an Jurassic Express (Jungle Boy & Luchasaurus). Am 7. September 2022 wurde Pentagón zusammen mit seinem Bruder und Pac AEW World Trios Champions. Nach einer Best of Seven Series gegen The Elite (Kenny Omega und The Young Bucks) verloren sie den Titel im entscheidenden siebten Match am 11. Januar 2023.
Am 31. März 2023 gewannen die Lucha Brothers die ROH World Tag Team Championship.

### World Wrestling Entertainment (seit 2025)
Ab der Ausgabe vom 16. Dezember von WWEs Show RAW begann die WWE in zunächst kryptischen Videos die Ankunft von Pentagon anzudeuten. Dessen Vertrag bei AEW war kurz zuvor ausgelaufen und anders als der mit Pentas Bruder Rey Fenix nicht einseitig seitens AEW verlängert worden. Bei der zweiten Ausgabe von RAW auf Netflix wurde dem bei WWE aktiven Wrestler Chad Gable ein Match gegen einen Luchador am darauffolgenden Montag versprochen. Bei der RAW Ausgabe vom 13. Januar debütierte Pentagon unter dem Namen „Penta“ für die WWE und konnte sein erstes Match gegen Chad Gable gewinnen.
Bei Wrestlemania 41 kämpfte er gegen Bron Breakker, Dominic Mysterio und Finn Bálor um den Intercontinental-Championgürtel, konnte diesen aber ebenso wenig bei Backlash in einem Einzelmatch gegen Mysterio erringen. Bei Money in the Bank am 7. Juni war er im titelgebenden Leitermatch mit dabei, konnte sich jedoch nicht durchsetzen. Der Sieg ging an Seth Rollins.  

## Titel und Auszeichnungen
- AAW: Professional Wrestling Redefined
  - AAW Heavyweight Championship (1×)
  - AAW Heritage Championship (1×)
  - AAW Tag Team Championship (1×) mit Rey Fenix
- Asistencia Asesoría y Administración
  - AAA Latin American Championship (1×)
  - AAA World Mixed Tag Team Championship (1×) mit Sexy Star
  - AAA World Tag Team Championship (3×) 1× mit Joe Lider und 2× mit Fénix
- All Elite Wrestling
  - AEW World Tag Team Championship (1×) mit Rey Fenix
  - AEW World Trios Championship (1×) mit Rey Fenix und PAC
  - Dynamite Award: Best Tag Team Brawl (2022) – Young Bucks vs Lucha Brothers, Steel Cage Match
- The Crash
  - The Crash Cruiserweight Championship (1×)
  - The Crash Tag Team Championship (1×) mit Rey Fenix
- House of Glory
  - HOG Tag Team Championship (1×) mit Rey Fenix
- Impact Wrestling
  - Impact World Championship (1×)
  - Impact Tag Team Championship (1×) mit Fénix
- Lucha Underground
  - Lucha Underground Championship (2×)
  - Lucha Underground Gift of the Gods Championship (1×)
- Major League Wrestling
  - MLW World Tag Team Championship (1×) mit Rey Fenix
- Mucha Lucha Atlanta
  - MLA Championship (1×)
- Pacific Coast Wrestling
  - PCW ULTRA Heavyweight Championship (2×)
- Los Perros Del Mal
  - PDM Light Heavyweight Championship (2×)
- Pro Wrestling Guerrilla
  - PWG World Tag Team Championship (1×) mit Rey Fenix
- Pro Wrestling Illustrated
  - Platz 28 der PWI 500 (2019)[14]
- Ring Of Honor
  - ROH World Tag Team Championship (1×) mit Rey Fenix
- Wrestling Alliance Revolution
  - WAR World Tag Team Championship (1×) mit Rey Fenix
- Wrestling Superstar
  - Wrestling Superstar World Submission Lucha Championship (1×)
- Xtrem Mexican Wrestling
  - XMW Tag Team Championship (1×) mit Fénix